# .cy
.cy es el dominio de nivel superior geográfico (ccTLD) para Chipre. El registro está limitado a los residentes de Chipre y a entidades registradas allí. Existen restricciones adicionales para distintos subdominios, pero el subdominio .com.cy no tiene ninguna restricción para las entidades chipriotas.

## Dominios de segundo nivel
- ac.cy - Instituciones académicas y de investigación.
- net.cy - Proveedores de internet.
- gov.cy - Instituciones gubernamentales.
- org.cy - Asociaciones sin ánimo de lucro.
- pro.cy - Organizaciones profesionales.
- name.cy - Personas físicas.
- ekloges.cy - Organizaciones o personas relacionadas con las elecciones.
- tm.cy - Marcas registradas oficiales.
- ltd.cy - Sociedades limitadas públicas y privadas.
- biz.cy - Cualquier otra compañía registrada.
- press.cy - Organizaciones y entidades conectadas con la prensa.
- parliament.cy - El parlamento chipriota y sus entidades relacionadas.
- com.cy - Entidades comerciales (sin restricciones de registro para entidades chipriotas).
- centralbank.cy - Banco Central de Chipre.
- mil.cy - Ministerio de Defensa.